# هالیبرتون

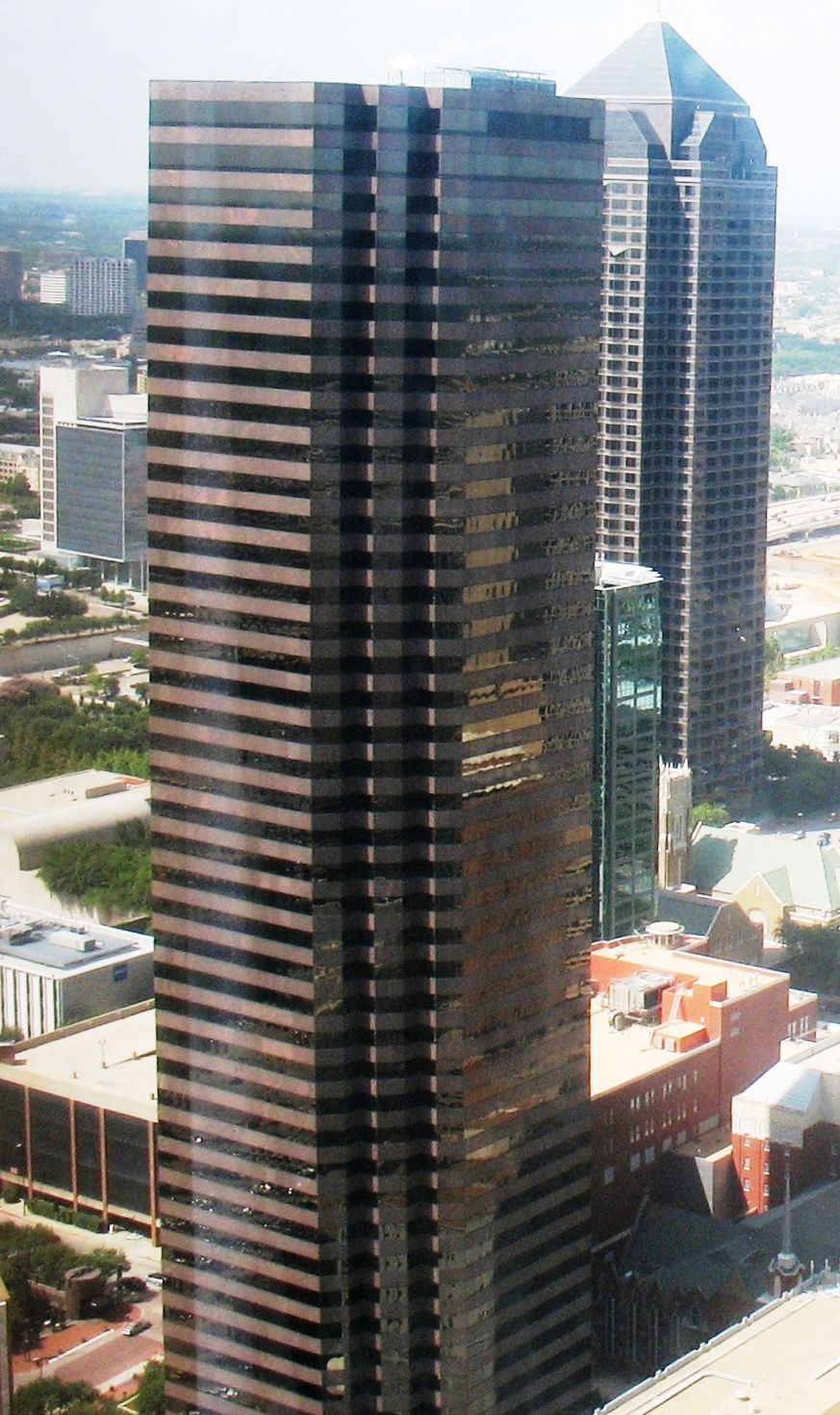
ساختمان اداری هالیبرتون در شهر دالاس

هالیبرتون (به انگلیسی: Halliburton) شرکت خدمات نفتی آمریکایی چندملیتی است، که در زمینه ارائه خدمات تخصصی به شرکت‌های بالادستی نفت و گاز فعالیت می‌کند. این شرکت دامنۀ گسترده‌ای از محصولات و خدمات را در حوزه‌های سیمان‌کاری، انگیزش و تکمیل چاه، خطوط‌لوله و تجهیزات فرایندی، فرازآوری مصنوعی، نگهداشت و بهبود تولید، خدمات حفاری و زمین‌شناسی، مشبک‌کاری و نمودارگیری از چاه، مشاوره مهندسی و مدیریت پروژه به شرکت‌های تولید کننده نفت و گاز ارائه می‌نماید.
شرکت هالیبرتون در سال ۱۹۱۹ توسط ارله پی. هالیبرتون و در شهر دانکن، اکلاهما تأسیس شد. این شرکت هم‌اکنون در بیش از ۷۰ کشور نفت‌خیز فعالیت می‌کند.
دفتر مرکزی این شرکت در شهر هیوستون، تگزاس قرار دارد و بخشی از سهام آن در بازار بورس نیویورک معامله می‌شود.

## تاریخچه

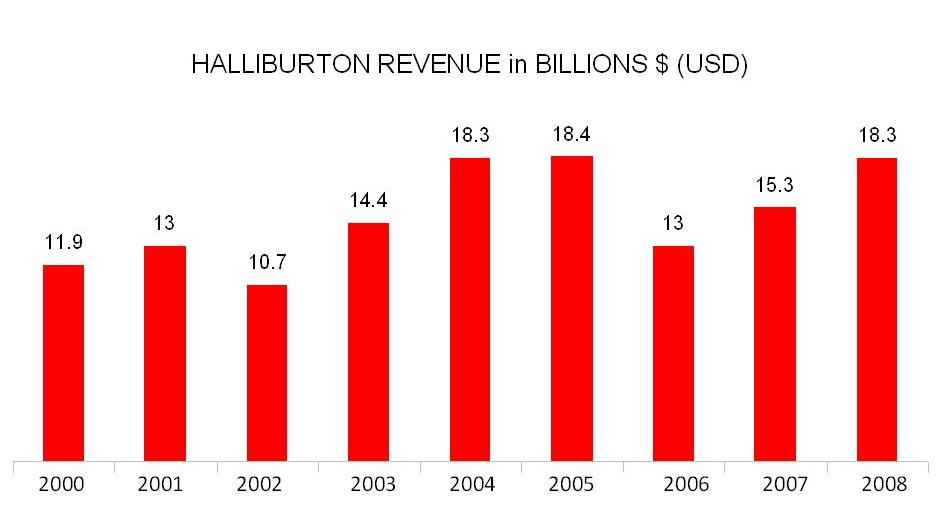
درآمد سالیانه هالیبرتون

شرکت هالیبرتون در سال ۱۹۱۹ توسط ارله پی. هالیبرتون تأسیس شد و در سال اول فعالیت خود، روش جدیدی را در حفاری چاه‌های نفت ابداع نمود.

### دهه ۱۹۲۰ و ۱۹۳۰ میلادی
پیشرفت شرکت هالیبرتون در سال‌های نخست فعالیتش بگونه‌ای بود، که در سال ۱۹۲۲ پانصدمین دکل حفاری خود را در منطقه مهیا، تگزاس راه‌اندازی کرد. در انتهای دهه ۱۹۲۰ و اوایل دهه ۱۹۳۰ میلادی شرکت هالیبرتون نخستین فعالیت‌های بین‌المللی خود را در کشورهای برمه و هند آغاز کرد. در طول دهه ۱۹۳۰ این شرکت فعالیت خود را در ایالات متحده ادامه داد.

### دهه ۱۹۴۰ و ۱۹۵۰ میلادی

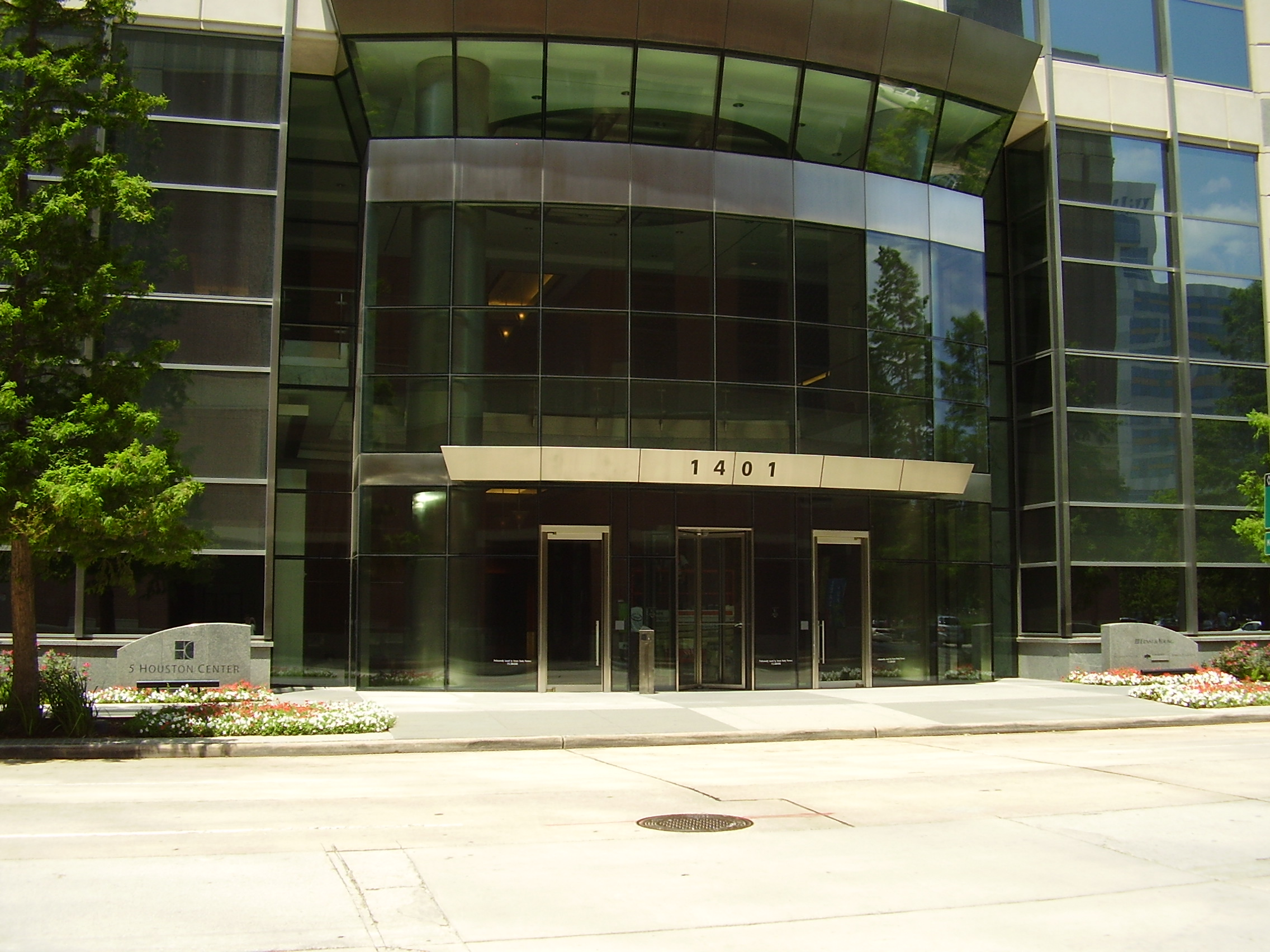
ساختمان مرکزی اسبق هالیبرتون، در هیوستون، تگزاس

شرکت هالیبرتون در سال ۱۹۴۰ نخستین دفتر خارج از ایالات متحده را در کشور ونزوئلا راه‌اندازی کرد. در سال ۱۹۴۷ نخستین کشتی چندمنظوره حفاری را طراحی کرد و با این کار صنعت نفت و مخصوصاً بخش حفاری را وارد فاز جدیدی نمود. در سال ۱۹۵۱ هالیبرتون نخستین شرکت تابعه خود در اروپا را در کشور ایتالیا و با نام هالیبرتون ایتالیا تأسیس کرد.
در طول ۷ سال بعدی شرکت‌های تابعه و شعبه‌های دیگری توسط این شرکت راه‌اندازی شد که عبارت بودند از:
-  آلمان: شرکت تابعه بنام هالیبرتون آلمان
-  آرژانتین: دفتر عملیاتی هالیبرتون
-  انگلستان: شرکت تابعه بنام کی‌بی‌آر
-  کانادا: مرکز ارائه خدمات
-  ایران: مرکز ارائه خدمات
-  پرو: مرکز ارائه خدمات
-  کلمبیا: مرکز ارائه خدمات
-  عربستان سعودی: مرکز ارائه خدمات
-  اندونزی: مرکز ارائه خدمات

درآمد هالیبرتون برای اولین بار در سال ۱۹۵۲ به مرز ۱۰۰ میلیون دلار رسید.

### دهه ۱۹۶۰ و ۱۹۷۰ میلادی
در سال ۱۹۵۷ مؤسس این شرکت؛ ارله هالیبرتون در شهر لس‌آنجلس درگذشت. در آن زمان هالیبرتون ارزشی معادل ۱۹۰ میلیون دلار داشت. در سال ۱۹۶۵ هالیبرتون برای اولین بار از شبکه‌های کامپیوتری در صنعت نفت استفاده کرد. در سال ۱۹۷۴ از نخستین کامپیوتر دیجیتال در نفت استفاده نمود.

### دهه ۱۹۸۰ و ۱۹۹۰ میلادی
در سال ۱۹۸۰ مرکز تحقیقات هالیبرتون در شهر دانکن، ایالت اکلاهما افتتاح شد. در طول دهه ۱۹۸۰ میلادی شرکت‌های فرعی هالیبرتون تحت مدیریت برایان دارسی، پروژه‌های خود را در سراسر جهان ادامه دادند. این شرکت در طول دهه ۱۹۹۰ میلادی به‌گونه‌ای فعالیت‌های بین‌المللی خود را بسط داد، که حتی در کشورهایی که با ایالات متحده رابطه سیاسی متشنجی داشتند نیز فعالیت نمود. به‌عنوان مثال؛ راه‌اندازی نخستین تجهیزات پلت‌فرم دریایی در دریای چین و نیز استقرار تیم مهندسی اوتیس، به‌منظور مهار فوران چاه نفت در میدان تنگیز، در اتحاد جماهیر شوروی سوسیالیستی.

### دهه ۲۰۰۰ و ۲۰۱۰ میلادی
به گزارش وال استریت ژورنال در سال ۲۰۰۱ میلادی یک شرکت تابعه از هالیبرتون به‌نام هالیبرتون پروداکت اند سرویسز یا به اختصار اچ‌پی‌اس، اقدام به تأسیس شعبه‌ای در تهران نمود. دفتر مرکزی این شرکت در طبقه نهم برجی در شمال تهران مستقر بود.
شرکت اچ‌پی‌اس در سال ۱۹۷۵ در جزایر کیمن تأسیس شده بود و با مدیریت غیرآمریکایی اداره می‌شد، ولی از نشان تجاری و نام شرکت هالیبرتون استفاده می‌نمود و خدمات خود به شرکت ملی نفت ایران را از طریق واحدهای بین‌المللی هالیبرتون ارائه می‌کرد. پس از روشن شدن این موضوع، برای مدتی این شرکت خدمات خود به دفتر تهران را از طریق بازوی بریتانیایی خود در شرکت کی‌بی‌آر ارائه می‌کرد، که پس از مدتی آن شرکت نیز فعالیت خود در ایران را به‌طور کامل خاتمه داد.

## مدیریت ارشد
از زمان تأسیس هالیبرتون در سال ۱۹۱۹ این شرکت تحت رهبری مؤسس آن؛ ارله هالیبرتون قرار داشت و تا سال ۱۹۵۷ که وی درگذشت، همواره به عنوان مدیرعامل هالیبرتون فعالیت نمود. سپس از سوی هیئت مدیره این شرکت؛ برایان دارسی به‌عنوان مدیرعامل هالیبرتون انتخاب شد. دارسی تا سال ۱۹۸۹ مدیریت این شرکت خدمات نفتی را برعهده داشت. در سال ۱۹۸۹ توماس اچ. کرویک‌شانسک به مدیریت هالیبرتون منصوب گردید. وی تا سال ۱۹۹۵ به‌عنوان مدیرعامل هالیبرتون فعالیت نمود.
در سال ۱۹۹۵ دیک چینی به‌عنوان مدیرعامل هالیبرتون برگزیده شد. در طول دوره مدیریت چینی بر هالیبرتون، این شرکت دوران پرفراز و نشیبی را گذراند. در نهایت با انتخاب جورج دبلیو بوش به ریاست جمهوری ایالات متحده، دیک چینی نیز به‌عنوان معاون اول وی منصوب گردید. پس از چینی، دیوید جی. لزار به‌عنوان مدیرعامل این شرکت خدمات نفتی منصوب شد. از سال ۲۰۰۰ تاکنون لزار به‌عنوان مدیرعامل و رئیس هیئت مدیره هالیبرتون فعالیت می‌کند و عملاً سکان رهبری هالیبرتون را در دست دارد.

## دفاتر و شعبه‌ها
دفاتر هالیبرتون در ایالات متحده در مناطق: انکوریج، آلاسکا، بیکرزفیلد کالیفرنیا، دنور کلرادو، لافایت لوئیزیانا، اوکلاهما سیتی اوکلاهما، فارمینگتون نیومکزیکو، ناپل یوتا و اودسا تگزاس مستقر می‌باشند.
دفاتر بین‌المللی هالیبرتون:
- جمهوری کنگو
- لیبی
- اتریش
- نیوزیلند
- آلمان
- ایتالیا
- هلند
- نروژ
- عربستان سعودی
- عراق

مراکز فناوری اطلاعات این شرکت در مناطق: دانکن، اوکلاهما، کارولتون، تگزاس، هیوستون، استاوانگر، نروژ و پونه، هند واقع شده‌است.